# Buchino Rocks
Die Buchino Rocks (englisch; bulgarisch скали Бучино skali Butschino) sind eine Gruppe von Klippen im Archipel der Südlichen Shetlandinseln. Vor der Nordküste von Greenwich Island liegen sie 1,5 km nordwestlich von Stoker Island, 1,6 km südöstlich von Romeo Island und 1,9 km nordnordwestlich der Tvarditsa Rocks.
Bulgarische Wissenschaftler kartierten sie 2009. Die bulgarische Kommission für Antarktische Geographische Namen benannte sie im selben Jahr nach Ortschaften im Westen Bulgariens.